# 2633 Bishop
2633 Bishop è un asteroide della fascia principale. Scoperto nel 1981, presenta un'orbita caratterizzata da un semiasse maggiore pari a 2,2249238 UA e da un'eccentricità di 0,1387041, inclinata di 3,12708° rispetto all'eclittica.